# شواهد العبادة الفينيقية
شواهد العبادة الفينيقية هي عدد من اللوحات الفينيقية والبونيقية التي تصور لفتة العبادة (أوران).
وفي أم العمد بلبنان عثر على 23 شاهدة من هذا النوع. ويعود تاريخها إلى ما بين 100 و400 قبل الميلاد. تحتوي العديد من اللوحات على نقوش. تشير هذه عادةً إلى ألقاب دينية مثل "الكاهن" أو "الرئيس" أو "رئيس البوابات". من بين الذكور المصورين، تظهر معظم الصور الشخص وهو يرتدي رداء طويل ويحمل وعاء بمقبض ممدود على شكل فتاة عارية تعتبر ملعقة التجميل المصرية القديمة: فتاة صغيرة تسبح.

## مسلة بعلياتون (KI 15)
مسلة بعلياتون هي مسلة يعود تاريخها إلى 150 قبل الميلاد، عثر عليها في عام 1900 في ثلاثة مواقع في أم العمد، لبنان.
يوجد على الجانب الأمامي تمثال لرجل بالنقش الغائر، مع نقش من ثلاثة أسطر محفور أسفل اليد اليسرى. يوجد في الأعلى قرص شمسي، على الطراز المصري، يحيط به اثنان من الصل (الكوبرا). الصورة الرئيسية كاملة الطول، بلا لحية، ترتدي سترة حتى القدمين الحافيتين؛ امتدت اليد اليمنى المفتوحة إلى الأمام في لفتة العبادة المعتادة.
يُعرف النقش المكون من ثلاثة أسطر باسم (KI 15). وقد ترجم النقش على النحو التالي: "هذا هو حجر ذكرى بعلياتون ابن بعلياتون.
عثر علية في عام 1902-1903، من قبل تجار الآثار المحليين، على ما يبدو بتشجيع من تشارلز سيمون كليرمون جانو، واشتراه جاكوبسن. وهو موجود حاليًا في ني كارلسبرغ غليبتوتيك في كوبنهاغن.

## KI 14 أو RES 307 (في متحف اللوفر)
كشفت الحفريات غير الرسمية التي أجريت في الفترة من 1902 إلى 1903 عن عدد من اللوحات الإضافية التي بيعت لمتحف اللوفر. إحدى هذه القطع، المكونة من ثلاث أجزاء، والتي عُرفت فيما بعد باسم (KI 14) أو (RES 307)، كانت مخصصة لبعلياتون، كاهن ميلكاشتارت. يظهر في الجزء العلوي من الشاهدة المقوسة مُكرس يرتدي قميص بولو ويرفع يده في علامة العبادة. توجد قدميه والنقش على جزء آخر من الشاهدة.

## معرض

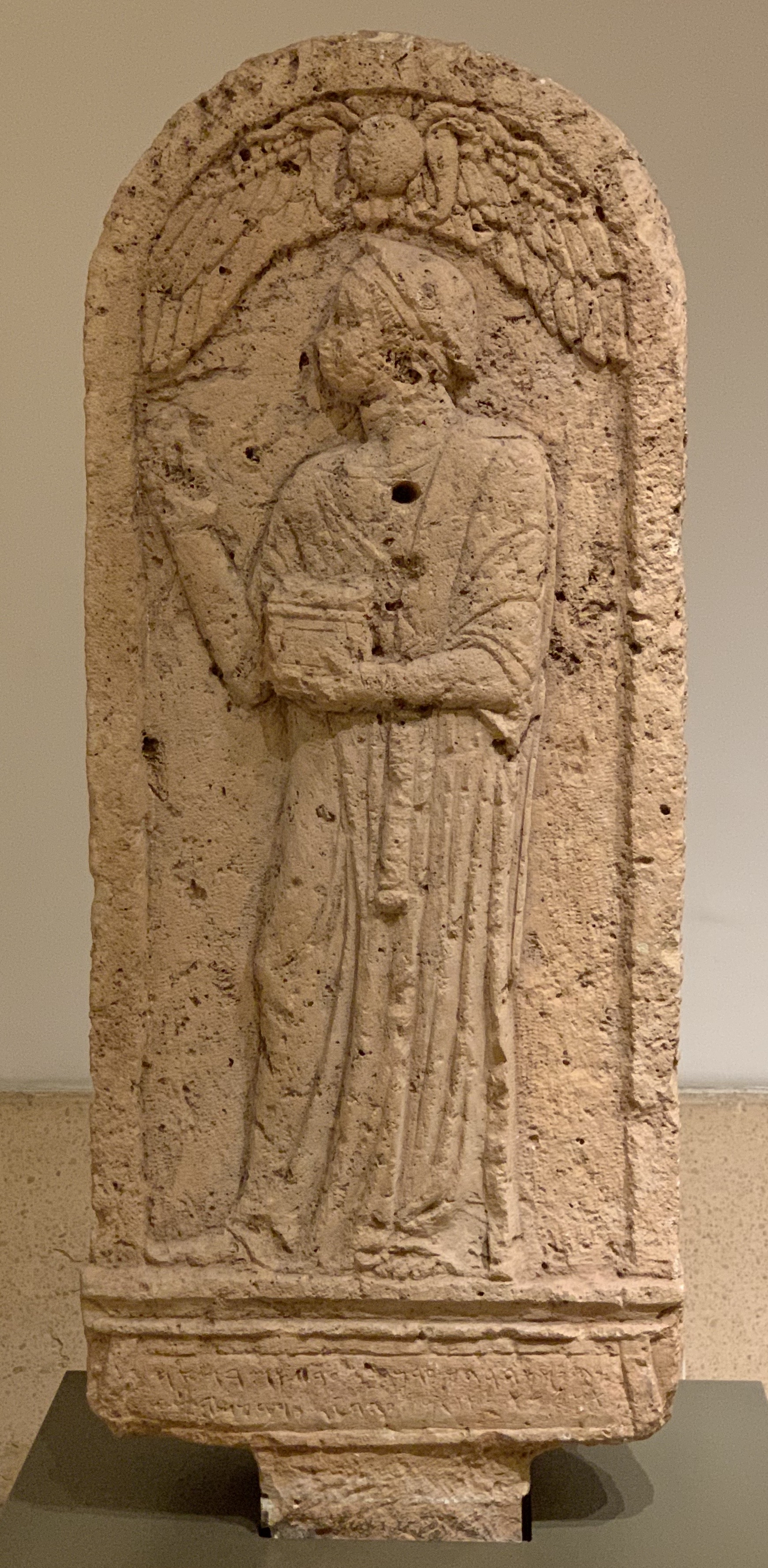
شاهدة جنائزية عليها نقش فينيقي في المتحف الوطني ببيروت: "إلى بعلشمر بن عبد العزيز... رئيس الحمالين
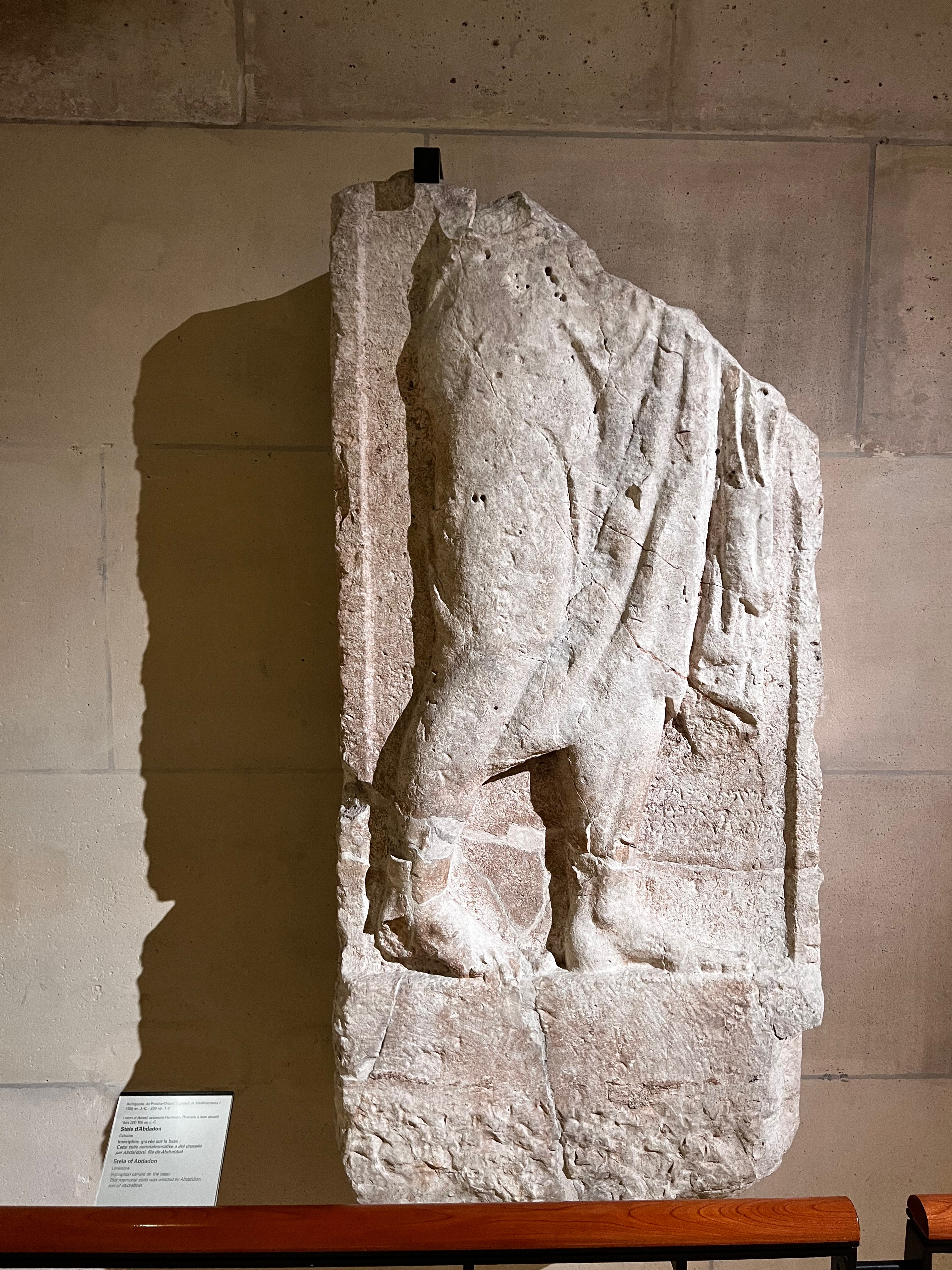
AO 4402 في متحف اللوفر
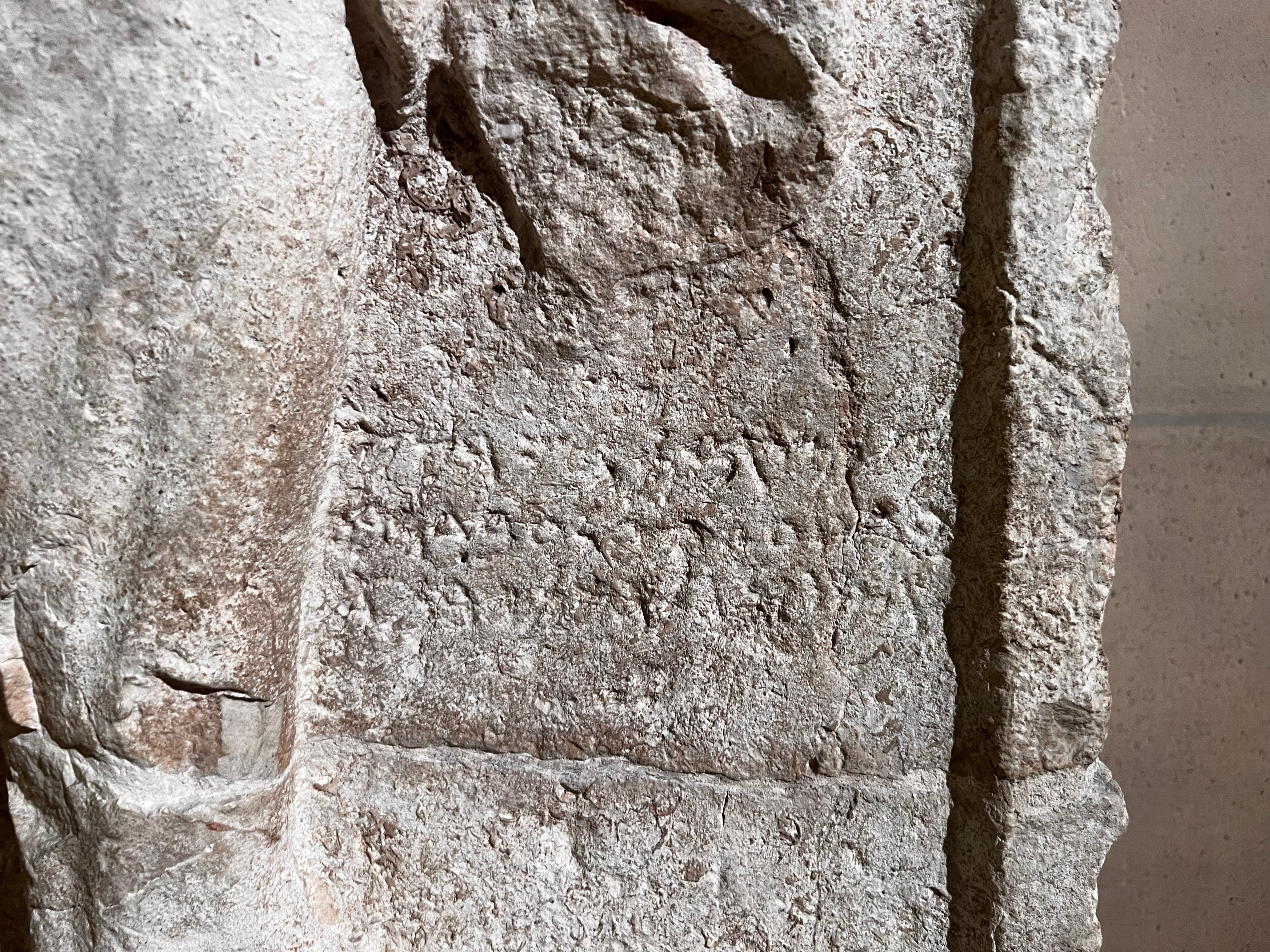
AO 4402 في متحف اللوفر

### عام
- Caubet, Annie ; Fontan, Elisabeth ; Gubel, Eric, Art phénicien : la sculpture de tradition phénicienne (Paris, Musée du Louvre), [Musée du Louvre/Département des Antiquités orientales], Paris, RMN/Snoeck, 2002, Disponible sur : M:\AO\Ouvrages numériques\Caubet-Fontan-Gubel_ArtPhénicien_2003.pdf, p. 144, n° 157
- Maës, Antoine, « Le costume phénicien des stèles d'Umm el-'Amed », dans Lipinski, Edward (dir.), Phoenicia and the Bible, Louvain, Peeters, (Studia Phoenicia, 11), 1991, P. 209–230, p. 212-213, fig. 2
- Maximilian F. Rönnberg, Bemerkungen zur phönizisch-punischen Priesterikonographie, Zeitschrift des Deutschen Palästina-Vereins, Bd. 133, H. 1 (2017), pp. 84–105
- Henrike Michelau, Hellenistische Stelen mit Kultakteuren aus Umm el-ʿAmed, Zeitschrift des Deutschen Palästina Vereins 130/1, 2014, 77-95
- Henrike Michelau, Adorantendarstellungen karthagischer und phönizischer Grabstelen, in: H. Töpfer / F. Schön (ed.), Karthago-Dialoge. Karthago und der punische Mittelmeerraum – Kulturkontakte und Kulturtransfers im 1. Jahrtausend vor Christus (RessourcenKulturen, 2; Tübingen), 137–158.

### لوحة بعلياتون (KI 15 or RES 250)
- مارك ليدزبارسكي, النقوش الكنعانية 15
- RES 250
- كليرمون جانو, النصب الفينيقي لأم العواميد, Receuil d’Archéologie Orientale 5, 1903, 1-8 and 84.Paris
- Note di Epigrafia fenicia I-IV, A.Catastini, Rivistate di studi fenicie XIII, 1985
- ليدزبارسكي، مارك، التقويم الفلكي للكتابة السامية، المجلد الأول, ص.;280 وما يليها

### KI 14 or RES 307 (في متحف اللوفر)
- مارك ليدزبارسكي, Kanaanäische Inschriften 14
- RES 307
- Clermont-Ganneau, Un prêtre de Malak-Astarté, Recueil d'archéologie orientale (RAO V), Paris, 1903, p. 150-154
- Heuzey Léon. Archéologie orientale. In: Comptes rendus des séances de l'Académie des Inscriptions et Belles-Lettres, 46ᵉ année, N. 2, 1902. pp. 190–206. DOI: https://doi.org/10.3406/crai.1902.17111
- Louvre (AO 4047, AO 4062, AO 3137)